# 小野毛野
小野 毛野（おの の けぬ）は、飛鳥時代から奈良時代にかけての公卿。大徳冠・小野妹子の孫。冠位は小錦中・小野毛人の子。官位は従三位・中納言。勲等は勲三等。

## 経歴
持統天皇9年（695年）遣新羅使（副使は伊吉博徳）に任ぜられ、新羅へ出発（この時の冠位は直広肆）。その後の5年間は史書に現れないが、698年3月に「日本国」から初めて新羅に来た使者であった可能性もある（『三国史記』新羅本紀）。帰国後も文武天皇4年（700年）に筑紫大弐に任ぜられるなど、外交関係の官職を歴任した。
大宝2年（702年）大宝律令の制定に伴う、位階制度への移行によって従四位下に叙せられると共に、参議に任ぜられ朝政に参画する。元明朝の和銅元年（708年）中納言に昇進し、翌和銅2年（709年）従三位に至る。和銅7年（714年）4月15日薨去。最終官位は中納言従三位兼中務卿。
1997年（平成9年）4月11日に奈良県天理市で、慶雲4年（707年）に小野毛野が文武天皇の病気治癒を祈念して建立したとされる願興寺の跡が発見された
。

## 官歴
注記のないものは『六国史』に基づく。
- 時期不詳：直広肆
- 持統天皇9年（695年） 日付不詳：遣新羅使
- 時期不詳：直広参
- 文武天皇4年（700年） 10月15日：筑紫大弐
- 大宝2年（702年） 日付不詳：従四位下。5月21日：参議
- 慶雲2年（705年） 11月3日：正四位上[6]、中務卿
- 和銅元年（708年） 3月13日：中納言
- 和銅2年（709年） 正月9日：従三位
- 和銅7年（714年） 4月15日：薨去（中納言従三位兼中務卿）

## 系譜
- 父：小野毛人[1]
- 母：不詳